# NGC 5902
NGC 5902 ist eine 13,2 mag helle Galaxie mit aktivem Galaxienkern (LINER-Typ) vom Hubble-Typ S? im Sternbild Bärenhüter. 
Sie wurde am 1. Mai 1788 von Wilhelm Herschel mit einem 18,7-Zoll-Spiegelteleskop entdeckt, der sie dabei mit „vF, vS, stellar“ beschrieb.